# Trzebiszewo
Trzebiszewo (niem. Trebisch) – wieś w Polsce położona w województwie lubuskim, w powiecie międzyrzeckim, w gminie Skwierzyna. W latach 1975–1998 miejscowość administracyjnie należała do województwa gorzowskiego.
Wieś znajduje się przy trasie Skwierzyna – Gorzów Wielkopolski. Posiada połączenie kolejowe, na którym poruszają się szynobusy relacji Zielona Góra – Zbąszynek – Gorzów Wielkopolski.
Trzebiszewo to duża wieś sołecką nad Wartą, leżąca 16 km na południowy wschód od Gorzowa, przy drodze krajowej nr 3 (E-65) i linii kolejowej nr 367 do Skwierzyny, na wschodnim skraju lasów sulęcińsko-skwierzyńskich.

## Nazwa
Miejscowość pierwotnie związana była z Wielkopolską. Ma metrykę średniowieczną i istnieje co najmniej od XIII wieku. Wymieniona po raz pierwszy pod datą 1251 w falsyfikacie dokumentu z I połowy XVI wieku zapisanym po niemiecku "Trebitz, Trebitzer". Notowana także w 1347 "Trebesitz", a w latach 1402-08 "Trebe". W 1409 w porozumieniu granicznym pomiędzy Wielkopolską, a Nową Marchią wymieniona jako "Trzeboschow, Trzebeczow", w 1413 "Strzelusow", 1424 "Trzebyeschowa", 1424 "Trepsaw, Trzebyeschowa", 1428-37 kopia z XVII wieku "Trzebieszowo", 1454 "Thrzebyeschow", 1508 "Trzebyeschewko", 1563 "Trzebiessewo", 1564 "Trzebieszow", 1580 "Trzebieszewo", 1495 "Trzebieszawo" .
W kronice gorzowskich pisarzy miejskich używano form Trebish (Trebischer Rodenandt) (1376). Trebisch (Trebischer) (1586), Trebitz (Trebi z scher falde) (1588). Później także Trzebieszewo (1580, 1603), Trzebiechowa (ok. 1601), Trzebieszów (1664, 1667, 1729), Trzebiszewo (1725, 1732, 1778), Trzebieszwo (1790, 1846)), Trzebiszew (1821, 1888).

## Historia
Miejscowość wspominały historyczne dokumenty prawne, własnościowe i podatkowe. Nazwa wsi została wzmiankowana w dokumencie Nikolausa von Jagowa z Santoka, który w 1347 nadał mieszczaninowi gorzowskiemu Henrykowi Bulen barcie w swych dobrach Sommerlate (Brzozowiec) aż do granic z Trzebieszewem (niem. Trebesitz) oraz Glinikiem. W latach 1402–08 miejscowość wspomniana w notatce z archiwum krzyżackiego o przebiegu granicy Wielkopolski z Nową Marchią. Pomiędzy Landsbergiem, a dobrami biskupa poznańskiego granica biegła od dębu nad Wartą, w który wbity jest żelazny gwóźdź, aż do Trzebiszewa gdzie była usypana grobla. W 1409 Trzebiszewo było wsią graniczną biskupstwa poznańskiego z wsią Deszczno, która należała do miasta Landsberg. W 1421 starosta generalny Wielkopolski Sędziwój z Ostroroga rozgraniczył dobra klasztoru w Ząbrsku i miasta królewskiego Skwierzyna]. Nowo ustalona granica biegła od starego kopca przy drodze z Ząbrska do Skwierzyny, przecinała rzekę Obrę, a następnie szła kolejno wzdłuż Mniskiej Łąki, koło dębu granicznego, przez wzgórze obok Bukowego Lasu,  rzeki Krowicz i Brzozowej Łąki, a następnie przez wzgórze Dwie Zprząsszy do narożnika z wsią Trzebiszewo. W 1424 nastąpiło kolejne rozgraniczenie między Królestwem Polskim, a Nową Marchią w lesie między miastem Landsberg, a wsią. W 1433 wójt Nowej Marchii zdobył i spalił miasto Bledzew wraz z klasztorem i okolicznymi wsiami w tym także z Trzebieszewem. W 1454 Otton von der Marwitz przekroczył granicę i spustoszył Trzebiszewo po wypowiedzeniu wojny Krzyżakom przez króla polskiego .
W 1508 miejscowość była wsią kościelną należącą do biskupstwa w Poznaniu i należała do powiatu poznańskiego Korony Królestwa Polskiego. Przynależała wówczas do parafii Skwierzyna. W tym roku odnotowano pobór podatków ze wsi. W 1563 podatki zapłacono od 6,5 łana, z jednego łana sołtysa, karczmy dorocznej, od 5 rybaków, 5 komorników, 2 rzemieślników. W 1564 Trzebiszewo należało do pszczewskiego klucza dóbr biskupów poznańskich. We wsi było 11 łanów osiadłych. Z każdego łanu płacono po 24 groszy, 1 ćw. owsa, 2 koguty, 15 jaj. Sołtys miał 2 łany i płacił 2 złote 4 grosze. Czterech zagrodników płacili po 5 groszy, karczmarz z karczmy dawał 24 grosze .
W XVI wieku przez Trzebieszewo przebiegała droga ze Skwierzyny do Landsbergu. W 1596 nastąpiło rozgraniczenie Deszczna od Trzebieszewa. W latach 1603–07 wieś stała się siedzibą własnej parafii. W 1616 ustalono granicę wsi ze Skwierzyną. W 1643 w Trzebiszewie pobierano cło graniczne .
Do 1791 Trzebiszewo leżało w powiecie poznańskim, następnie międzyrzeckim województwa poznańskiego w Rzeczypospolitej Obojga Narodów.
Po rozbiorach Polski miejscowość znalazła się w zaborze pruskim. W latach 1793–1807 – Prusy (Prusy Południowe). W 1806 po udanym powstaniu wielkopolskim w latach 1807-1815 miejscowość znalazła się w departamencie poznańskim w granicach Księstwa Warszawskiego. W latach 1815–1945 ponownie w graniach Prus w rejencji poznańskiej, a po zjednoczeniu Niemiec w ramach Wielkiego Księstwa Poznańskiego. W latach 1938–1945 – rejencja frankfurcka w prowincji brandenburskiej).
W latach 1945–1950 – województwo poznańskie, następnie zielonogórskie, w latach 1975–1998 – województwo gorzowskie, obecnie lubuskie.
W latach 1818–1887 – powiat międzychodzki, w latach 1888–1961 – powiat skwierzyński, w latach 1962–1975 – powiat gorzowski, od 1993 r. – powiat międzyrzecki. Przed 1945 r. jednostkowa gmina wiejska. Tuż po wojnie gmina wiejska, ale już od września 1945 r. gromada w zbiorczej gminie wiejskiej Skwierzyna. W latach 1955–1972 – gromada (siedziba GRN), po 1962 r. przyłączona do gromady Skwierzyna, od 1973 r. – gmina Skwierzyna.
W okresie Wielkiego Księstwa Poznańskiego (1815–1848) miejscowość wzmiankowana jako Trzebieszewo należała do wsi większych w ówczesnym pruskim powiecie Międzyrzecz w rejencji poznańskiej. Trzebieszewo należało do okręgu starodworskiego tego powiatu i stanowiło część majątku Nowa Wieś, którego właścicielem był wówczas F. Ksawery Alkiewicz. Według spisu urzędowego z 1837 roku wieś liczyła 541 mieszkańców, którzy zamieszkiwali 57 dymów (domostw).
W końcu XIX w. oraz w okresie międzywojennym gmina obejmowała wieś i leśnictwo Laskowo (Wildtranke). Gromada obejmowała także Brzozowiec. Sołectwo od dawna jest jednowioskowe.

## Zabytki
We wsi znajduje się neoromański kościół zbudowany w latach 1846–1848.